# Moehringia provincialis
Moehringia provincialis är en nejlikväxtart som beskrevs av Hermann Merxmüller och Grau. Moehringia provincialis ingår i släktet skogsnarvar, och familjen nejlikväxter. Inga underarter finns listade i Catalogue of Life.